# Hippaphesis punctata
Hippaphesis punctata är en skalbaggsart som beskrevs av Thomson 1864. Hippaphesis punctata ingår i släktet Hippaphesis och familjen långhorningar.
Artens utbredningsområde är Fiji. Inga underarter finns listade i Catalogue of Life.